# Karnaprayag
Karnaprayag (o Karnprayag) è una suddivisione dell'India, classificata come municipal board, di 6.976 abitanti, situata nel distretto di Chamoli, nello stato federato dell'Uttarakhand. In base al numero di abitanti la città rientra nella classe V (da 5.000 a 9.999 persone).

## Geografia fisica
La città è situata a 30° 16' 0 N e 79° 15' 0 E e ha un'altitudine di 1.450 m s.l.m..

## Società

### Evoluzione demografica
Al censimento del 2001 la popolazione di Karnaprayag assommava a 6.976 persone, delle quali 3.910 maschi e 3.066 femmine. I bambini di età inferiore o uguale ai sei anni assommavano a 883, dei quali 488 maschi e 395 femmine. Infine, coloro che erano in grado di saper almeno leggere e scrivere erano 5.273, dei quali 3.152 maschi e 2.121 femmine.